# Dieter Wolf (Verwaltungsjurist)
Dieter Wolf (* 17. Dezember 1934 in Neuwied; † 22. August 2005 in Bonn) war ein deutscher Verwaltungsjurist und Regierungsbeamter. Er war von 1992 bis 1999 Präsident des Bundeskartellamtes.

## Leben
Dieter Wolf studierte Rechtswissenschaften. Nachdem er unter anderem im Bundeswirtschaftsministerium für die Industriepolitik zuständig war, wurde Dr. h. c. Dieter Wolf 1992 die Leitung des Bundeskartellamtes übertragen.
Anfangs, auch aufgrund seiner vorherigen Tätigkeit, kritisch beäugt, zeigte er, dass ihm die Unabhängigkeit des Bundeskartellamtes sehr wichtig war. Überliefert ist aus dieser Zeit die Aussage Weisungen von oben drohe er im Amt "ans schwarze Brett zu nageln" – und befolgen würde er sie ohnehin nicht. Diese Unabhängigkeit zeigte er mehrfach, beispielsweise im Fall der später von der EU genehmigten Fusion von Kässbohrer mit Daimler, hier legte er sich sogar mit dem damaligen Wirtschaftsminister Günter Rexrodt an, der die "deutsche Zusage" zur Fusion verkündet hatte.
Auch in der Debatte um die 6. Kartellrechtsnovelle führten entsprechende, öffentlichkeitswirksame Aktionen des Präsidenten des Bundeskartellamtes dazu, dass das deutsche Gesetz weniger an das EU-Recht angepasst wurde als ursprünglich geplant. Nicht durchsetzen konnte sich Wolf jedoch mit der Forderung, Post- und Telekommunikation unter die Kontrolle seines Amtes zu stellen.
1999 übergab er die Leitung des Kartellamts an Ulf Böge, nachdem er als eines seiner letzten Projekte den Umzug der Behörde von Berlin nach Bonn durchgeführt hatte.